# PZL P.28
PZL P.28 – projekt polskiego samolotu myśliwskiego z okresu przed II wojną światową.

## Historia
Prace nad samolotem myśliwskim PZL P.28 rozpoczęto wiosną 1935 roku na wniosek francuskiej wytwórni silników Societe Nationale de Construction de Moteurs Lorraine-Dietrich. Jej przedstawiciele zaproponowali na początku 1934 roku dowództwu jugosłowiańskiego lotnictwa wojskowego myśliwiec PZL P.8 napędzany silnikiem Lorraine-Dietrich 12Hdrs Petrel wyposażonym w sprężarkę. Zakładano, że samolot osiągnie prędkość maksymalną 400–420 km/h. Próby miały zostać przeprowadzone na znajdującym się w Państwowych Zakładach Lotniczych prototypie PZL P.8/II, który miał oprócz wspomnianego francuskiego silnika otrzymać wyposażenie zastosowane w samolocie PZL P.11c. W dalszej perspektywie planowano zastosować skrzydła i usterzenie z PZL P.11c, a ponadto przekonstruować kadłub, osłonę silnika, zbiorniki paliwa, chłodnicę i śmigło. Myśliwiec miał otrzymać także zakrytą kabinę pilota. Prace nad PZL P.28 jednak przerwano, gdyż Jugosławia, której zamierzano sprzedać maszynę, nie wykazała zainteresowania samolotem. Projekt pozostał niezrealizowany.